# Encyrtus proculus
Encyrtus proculus är en stekelart som beskrevs av Walker 1846. Encyrtus proculus ingår i släktet Encyrtus och familjen sköldlussteklar. Inga underarter finns listade i Catalogue of Life.